# Acropyga undet
Acropyga undet é uma espécie de formiga do gênero Acropyga, pertencente à subfamília Formicinae.